# 里斯 (密蘇里州)
里斯（英語：Rhyse）是位於美國密蘇里州登特縣的非建制地區。

## 歷史
里斯的郵局於1920年設立，其後於1954年停運。

## 地理
里斯所處的海拔為高於海平面375米（即1230英呎），而該地所採用的時區為UTC-6，即北美中部時區（CST）。同時該地設有夏令時間，為UTC-6調快一小時，即UTC-5（CDT）。